# 알디

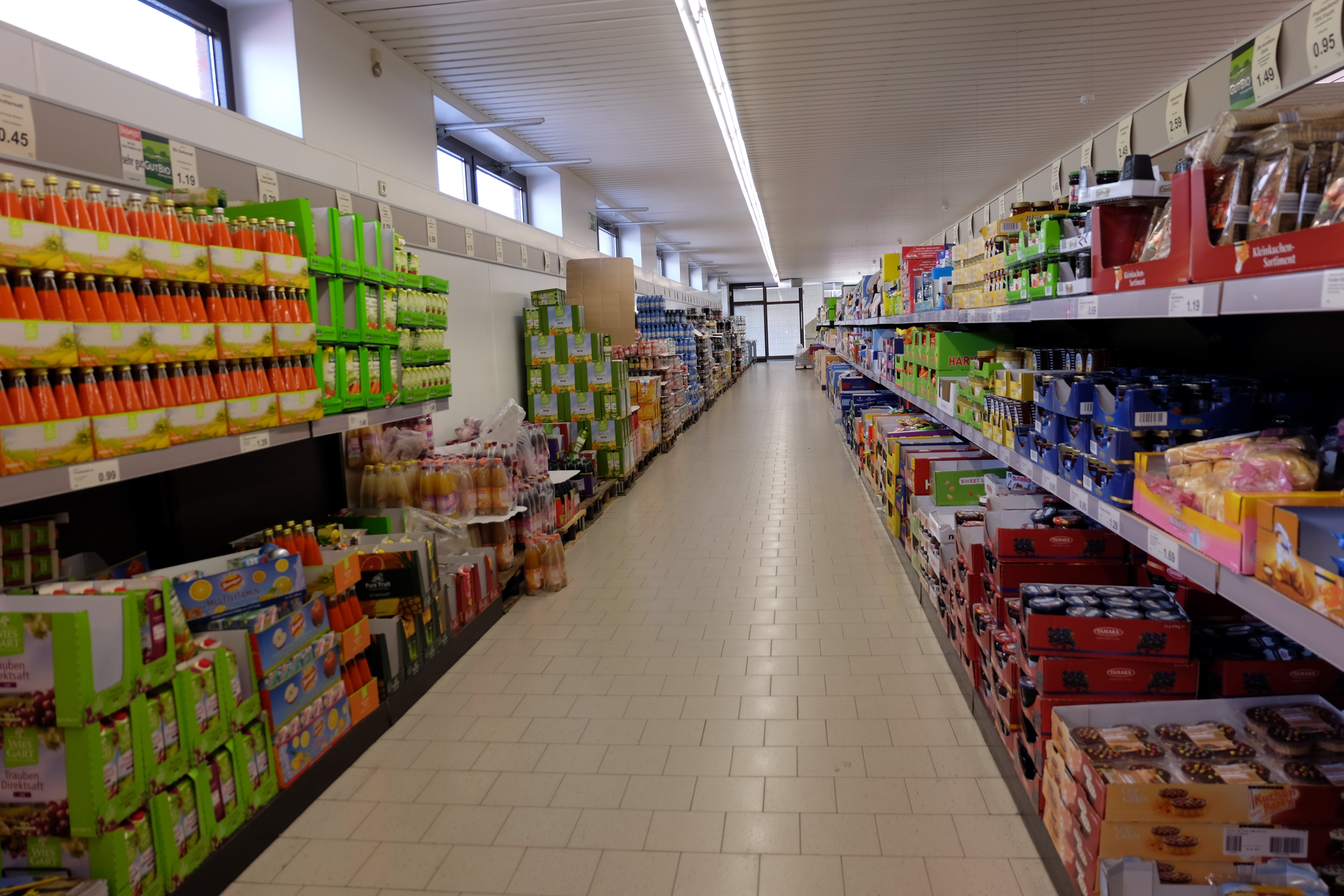
2015

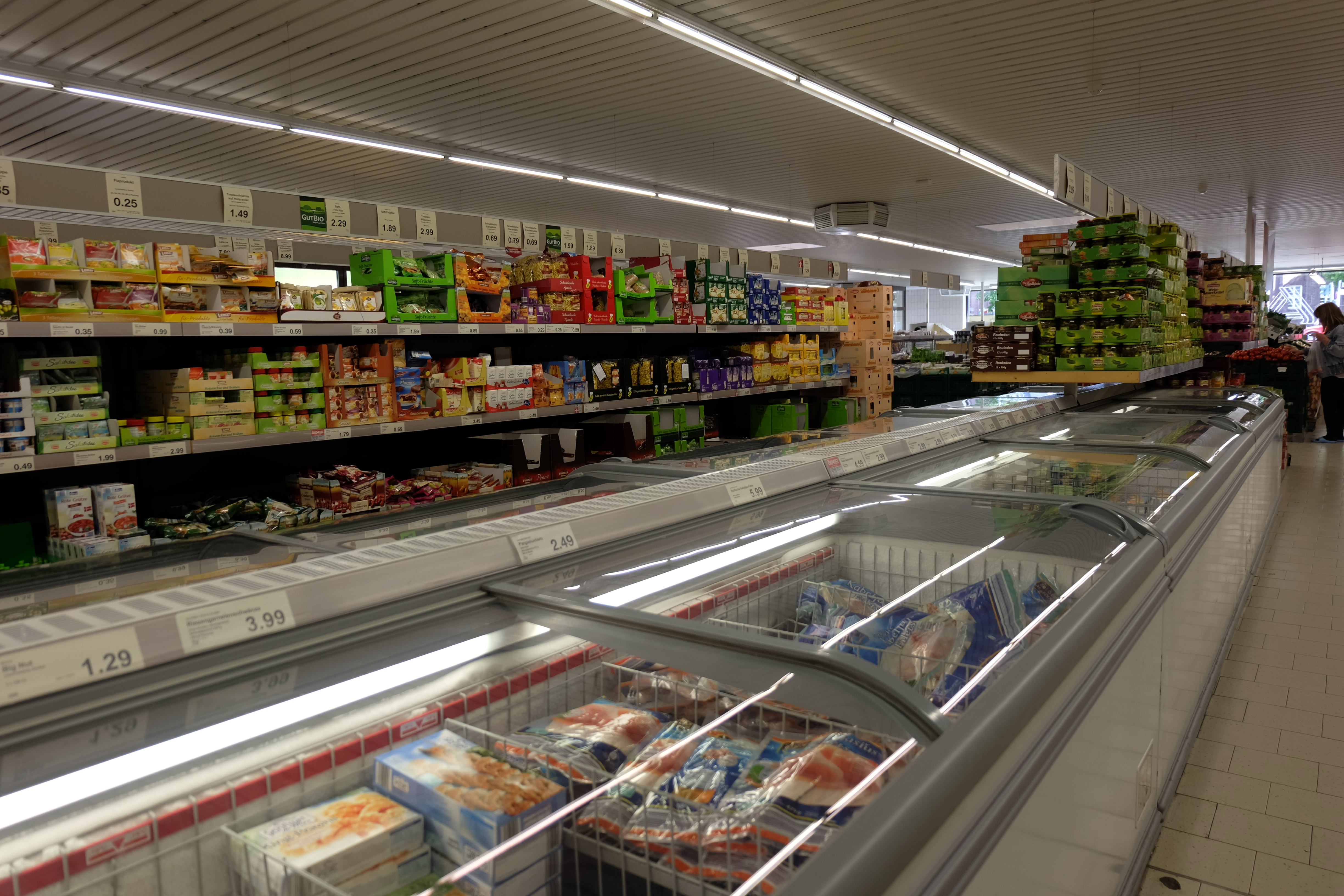

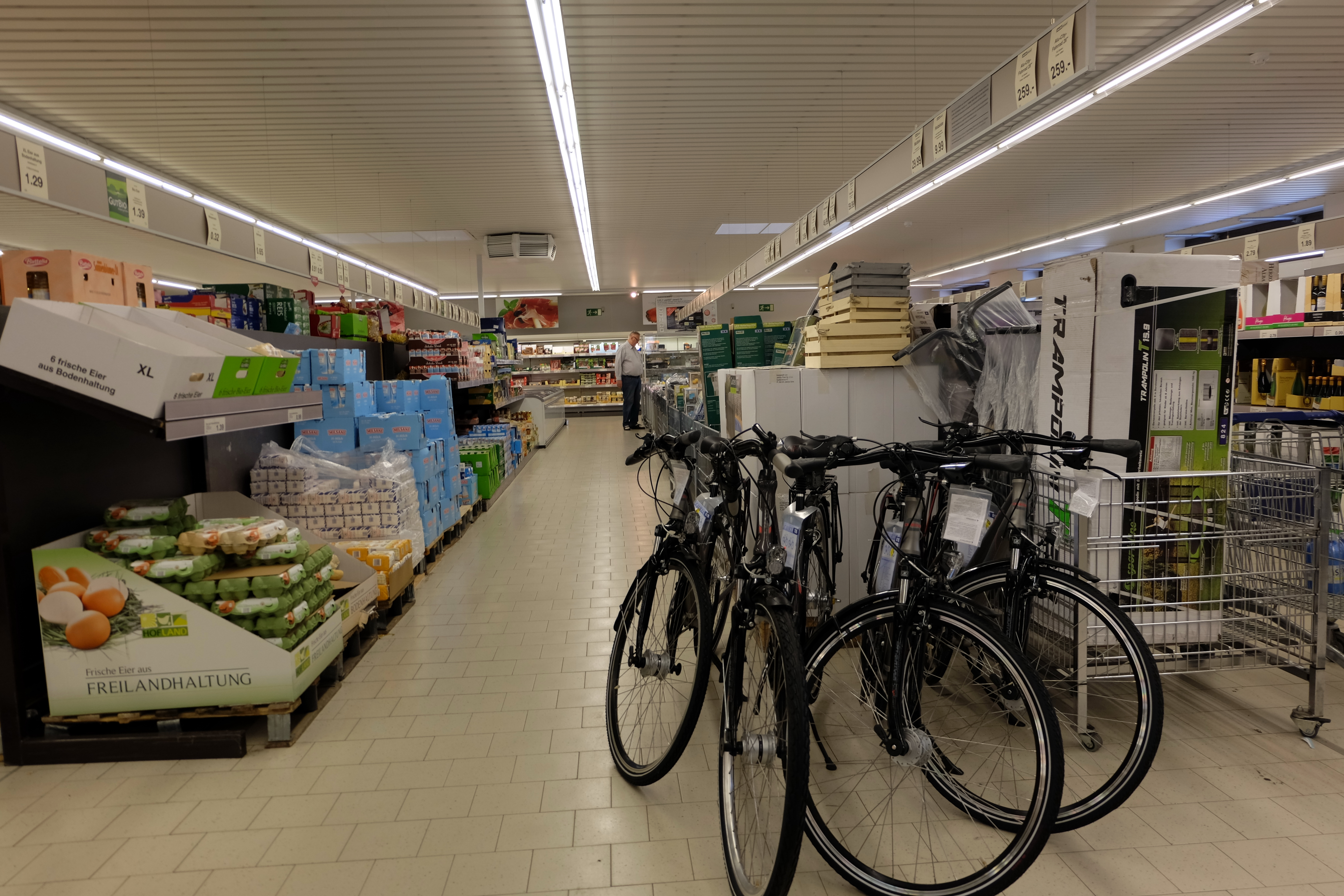

알디(독일어: Aldi)는 독일의 할인점 체인이다.
에센에서 작은 상점과 델리카트슨을 운영하던 집안의 아들인 카를 알브레히트와 테오 알브레히트 형제가 1948년 창업했다. 이들은 1950년대에 루르 지방에 여러 점포를 열었고, 점포들은 저렴한 가격과 높은 품질로 인기를 모았다. 1961년 기업을 설립하고 알브레히트와 디스카운트를 조합한 '알디'라는 이름으로 1962년 점포를 개설하여 서독 전역으로 점포망을 확장했다. 1980년대에 외국 시장에도 적극적으로 진출했고, 독일 통일로 동독 지역으로도 사업을 확장했다. 알디는 독일 최대의 할인점 체인이며, 유럽 여러 나라와 미국·오스트레일리아에도 많은 점포를 개설하여 현재 10,000개에 가까운 점포를 두고 있다. 소품종에 PB상품 위주의 상품 구성으로 대형 마트와는 다른 정책을 쓰나, 제품의 가격이 매우 저렴하여 소비자들에게 인기가 높다. 알디는 에센에 본사를 둔 알디노르트(Aldi Nord)와 뮐하임에 본사를 둔 알디쥐트(Aldi Süd)의 별도 법인으로 나뉘어 있다. 알디노르트는 알디마르크트(ALDI MARKT)라는 이름으로 영업하며 독일 북부 및 동부(구 동독지역) 및 프랑스·베네룩스·이베리아 지역 국가와 미국의 트레이더스조 점포를 관할한다. 알디쥐트는 독일 남부 및 영국·아일랜드·슬로베니아·스위스·오스트리아·오스트레일리아 및 미국의 알디라는 이름을 단 점포를 관할한다. 형인 카를 알브레히트(1920년 출생)는 알디노르트(ALDI Nord)를, 동생인 테오 알브레히트(1922년 출생, 2010년 사망)는 알디쥐트(ALDI Süd)를 소유했었다. 이들 형제는 은퇴한 후로도 독일에서 가장 많은 재산을 보유한 인물로도 알려져 있었다. 카를 알브레히트는 2012년 미국 포브스 보도에 의하면 세계에서 10번째로 재산이 많다고 했다.

## 역사
알디(Aldi)는 1946년 독일에서 카를 알브레히트(Karl Albrech)와 테오 알브레히트(Theo Albrecht), 두 형제에 의해 설립되었다. 이 형제는 냉장고를 판매하는 작은 가게로 시작하여 빠르게 성장한 기업을 만들었다. 현재 알디는 독일을 비롯한 유럽과 미국에서 많은 매장을 운영하고 있으며, 경제적인 제품과 훌륭한 가치로 소비자들에게 인기를 얻고 있다.
독일 알디가 나뉘어진 이유는 주로 두 형제, Karl Albrecht와 Theo Albrecht, 사이의 경영 철학 및 관리 체계에 따른 의견 차이 때문이다. 이 형제는 알디(Aldi) 슈퍼마켓을 공동으로 설립하였으나, 두 형제 간의 다른 비전과 가치관으로 인해 회사가 두 개의 별개 업체로 분할되었다.
1. 경영 철학의 차이:  Karl Albrecht와 Theo Albrecht는 회사의 운영 및 경영 철학에 대한 다른 관점을 가졌다. Karl Albrecht는 저렴한 가격으로 제품을 제공하고, 고품질 제품을 판매하여 소비자들에게 가치를 제공하는 것에 중점을 두었다. 반면에 Theo Albrecht는 절약과 효율성에 중점을 두며, 제품 라인을 줄이고 더 간소한 운영을 추구했다.
2. 지역적인 이유:  두 형제는 각각 서로 다른 지역에서 회사를 운영하고 싶었다. Karl Albrecht는 남부 지역을 중심으로 사업을 확장하고자 했고, Theo Albrecht는 북부 지역을 중심으로 사업을 확장하고자 했다. 이러한 지역적인 차이로 인해 회사의 지향점이 다르게 되었다.

이러한 의견 차이와 지역적인 차이로 인해 1960년대에 알디는 두 개의 독립적인 회사로 분할되었다. 이로써 Karl Albrecht는 "Aldi Nord"로 알려진 회사를, Theo Albrecht는 "Aldi Süd"로 알려진 회사를 운영하게 되었다. 두 회사는 각자 독립적으로 운영되며, 서로 다른 지역에서 다른 브랜드와 경영 철학을 채택하고 있다. 이 분할은 두 회사가 각각 성공적으로 성장하고 다양한 지역에서 확장할 수 있는 기회를 제공하였다.